# 新淦州
新淦州，元朝时设置的州。
元贞元年（1295年）升新淦县为州，治所在今江西省新干县，属临江路。辖今江西省樟树市和新干县地。明朝洪武初年，复降为新昌县。